# Basketbol'nyj klub Zenit Sankt-Peterburg 2021-2022
Questa voce raccoglie le informazioni riguardanti il Basketbol'nyj klub Zenit Sankt-Peterburg nelle competizioni ufficiali della stagione 2021-2022.

## Stagione
La stagione 2021-2022 del Basketbol'nyj klub Zenit Sankt-Peterburg è la 19ª nel massimo campionato russo di pallacanestro, la VTB United League.

## Roster
Aggiornato al 20 luglio 2021
| Zenit San Pietroburgo 2021-22 | Zenit San Pietroburgo 2021-22 |
| Giocatori                     | Staff tecnico                 |
| ----------------------------- | ----------------------------- |

| N. | Naz.                                           | Ruolo | Nome                 | Anno | Alt.   | Peso   |  |
| -- | ---------------------------------------------- | ----- | -------------------- | ---- | ------ | ------ |  |
| 1  | Stati Uniti (bandiera)                         | PG    | Tyson Carter         | 1998 | 193 cm | 79 kg  |  |
| 2  | Stati Uniti (bandiera)                         | PG    | Jordan Loyd          | 1993 | 195 cm | 95 kg  |  |
| 3  | Russia (bandiera)                              | G     | Denis Zacharov       | 1993 | 193 cm | 88 kg  |  |
| 4  | Russia (bandiera)                              | P     | Andrej Toptunov      | 2002 | 183 cm | 67 kg  |  |
| 7  | Russia (bandiera)                              | AP    | Sergej Karasëv       | 1993 | 201 cm | 95 kg  |  |
| 8  | Russia (bandiera)                              | A     | Igor' Vol'chin       | 1997 | 199 cm | 88 kg  |  |
| 9  | Russia (bandiera)                              | G     | Dmitrij Kulagin      | 1992 | 196 cm | 96 kg  |  |
| 12 | Stati Uniti (bandiera)                         | PG    | Billy Baron          | 1990 | 188 cm | 87 kg  |  |
| 13 | Stati Uniti (bandiera)                         | AG    | Aaron Carver         | 1996 | 201 cm | 102 kg |  |
| 14 | Russia (bandiera)                              | C     | Anton Puškov         | 1988 | 208 cm | 100 kg |  |
| 17 | Russia (bandiera)                              | AG    | Maksim Karvanen      | 1999 | 203 cm | 93 kg  |  |
| 19 | Lituania (bandiera)                            | A     | Mindaugas Kuzminskas | 1989 | 205 cm | 101 kg |  |
| 20 | Russia (bandiera)                              | AG    | Andrej Zubkov        | 1991 | 205 cm | 100 kg |  |
| 22 | Stati Uniti (bandiera)                         | AG    | Alex Poythress       | 1993 | 206 cm | 108 kg |  |
| 23 | Stati Uniti (bandiera)                         | C     | Eric Buckner         | 1990 | 208 cm | 100 kg |  |
| 25 | Polonia (bandiera)                             | AP    | Mateusz Ponitka (C)  | 1993 | 197 cm | 95 kg  |  |
| 33 | Stati Uniti (bandiera) · Georgia (bandiera)    | P     | Conner Frankamp      | 1995 | 185 cm | 77 kg  |  |
| 44 | Russia (bandiera)                              | G     | Egor Vjal'cev        | 1985 | 193 cm | 88 kg  |  |
| 55 | Stati Uniti (bandiera)                         | AG    | Jordan Mickey        | 1994 | 203 cm | 107 kg |  |
| 64 | Russia (bandiera)                              | A     | Sergej Monja         | 1983 | 202 cm | 99 kg  |  |
| 67 | Stati Uniti (bandiera) · Porto Rico (bandiera) | P     | Shabazz Napier       | 1991 | 185 cm | 79 kg  |  |
| 70 | Russia (bandiera)                              | PG    | Vitalij Fridzon      | 1985 | 193 cm | 88 kg  |  |
| 77 | Lituania (bandiera)                            | C     | Artūras Gudaitis     | 1993 | 210 cm | 115 kg |  |
| -  | Russia (bandiera)                              | G     | Michail Bokarev      | 2002 | 193 cm | 85 kg  |  |
| -  | Russia (bandiera)                              | AP    | Pavel Zemskij        | 2004 | 199 cm | 79 kg  |  |

| Allenatore |
| - Xavier Pascual Vives |
| Assistente/i |
| - Adamantios Panagiōtopoulos - Sergej Voznjuk - Íñigo Zorzano Legenda - (C) Capitano - (IN) Inattivo - Infortunato Roster |

## Mercato

### Sessione estiva
| Acquisti | Acquisti             | Acquisti         | Acquisti   | Acquisti |
| R.a      | Nome                 | da               | Modalità   |          |
| -------- | -------------------- | ---------------- | ---------- | -------- |
| PG       | Jordan Loyd          | Stella Rossa     | svincolato |          |
| AP       | Sergej Karasëv       | Chimki           | svincolato |          |
| P        | Shabazz Napier       | Free agent       | svincolato |          |
| AG       | Jordan Mickey        | Chimki           | svincolato |          |
| P        | Conner Frankamp      | Murcia           | svincolato |          |
| A        | Mindaugas Kuzminskas | Lokomotiv Kuban' | svincolato |          |
| G        | Dmitrij Kulagin      | Free agent       | svincolato |          |

| Cessioni | Cessioni          | Cessioni            | Cessioni       | Cessioni |
| R.       | Nome              | a                   | Modalità       |          |
| -------- | ----------------- | ------------------- | -------------- | -------- |
| P        | Kevin Pangos      | Cleveland Cavaliers | fine contratto |          |
| G        | K.C. Rivers       | Free agent          | fine contratto |          |
| AG       | Will Thomas       | UNICS Kazan'        | fine contratto |          |
| PG       | Vitalij Fridzon   | Free agent          | fine contratto |          |
| AP       | Vladislav Truškin | Lokomotiv Kuban'    | fine contratto |          |
| G        | Austin Hollins    | Stella Rossa        | fine contratto |          |
| C        | Tarik Black       | Denver Nuggets      | fine contratto |          |
| G        | Dmitrij Chvostov  | Nižnij Novgorod     | rescissione    |          |

### Dopo l'inizio della stagione
| Acquisti | Acquisti        | Acquisti      | Acquisti         | Acquisti   |
| R.       | Nome            | da            | Data             | Modalità   |
| -------- | --------------- | ------------- | ---------------- | ---------- |
| PG       | Tyson Carter    | Free agent    | 29 dicembre 2021 | svincolato |
| PG       | Vitalij Fridzon | Free agent    | 5 marzo 2022     | svincolato |
| G        | Egor Vjal'cev   | Samara        | 5 marzo 2022     | svincolato |
| A        | Sergej Monja    | Free agent    | 5 marzo 2022     | svincolato |
| AG       | Aaron Carver    | Novosibirsk   | 5 marzo 2022     | svincolato |
| C        | Eric Buckner    | Ulsan Phoebus | 26 aprile 2022   | svincolato |

| Cessioni | Cessioni             | Cessioni      | Cessioni      | Cessioni    |
| R.       | Nome                 | a             | Data          | Modalità    |
| -------- | -------------------- | ------------- | ------------- | ----------- |
| AP       | Mateusz Ponitka      | Free agent    | 18 marzo 2022 | rescissione |
| C        | Artūras Gudaitis     | Napoli Basket | 29 marzo 2022 | rescissione |
| P        | Conner Frankamp      | Promitheas    | 30 marzo 2022 | rescissione |
| A        | Mindaugas Kuzminskas | Free agent    | 8 aprile 2022 | rescissione |